# Liste der denkmalgeschützten Objekte in Horní Police
Grundlage dieser Liste der denkmalgeschützten Objekte in Horní Police ist die ÚSKP-Liste (Ústřední seznam kulturních památek České republiky, deutsch Zentrale Liste der Kulturdenkmäler der Tschechischen Republik), die von der tschechischen Denkmalschutzbehörde NPÚ (Národní památkový ústav, deutsch Nationale Denkmalbehörde) seit 1987 geführt wird und an die seit dem Jahr 1850 geschaffenen Listen anschließt.

## Horní Police
| Lage                                                               | Objekt                                       | Beschreibung | ÚSKP-Nr.                  | Bild           |
| ------------------------------------------------------------------ | -------------------------------------------- | --- | ------------------------- | -------------- |
| Horní Police, 9. května 1 (Standort)                               | Schloss Horní Police                         | Barockschloss in Horní Polici, errichtet von Herzog Julius Franz von Sachsen-Lauenburg; - Brauerei - Wirtschaftsgebäude I - Wirtschaftsgebäude II - Wirtschaftsgebäude III - Reste von Gebäuden mit Kellern - Einfriedung - Park | 15081/5-2978 Info Katalog | weitere Bilder |
| Horní Police, vedle ul. 9. května (Standort)                       | Steinerne Brücke                             | Alte steinerne Brücke über den Polzen (Ploučnice); nur noch für Fußgänger neben der neuen Brücke | 44089/5-5408 Info Katalog | weitere Bilder |
| Horní Police, bei ul. 9. května, in der Nähe der Brücke (Standort) | Skulpturengruppe mit Mariensäule             | Mariensäule | 14537/5-2977 Info Katalog | weitere Bilder |
| Horní Police, náměstí Odboje 20 (Standort)                         | Haus Nr. 20                                  | Bürgerhaus | 34297/5-2980 Info Katalog | weitere Bilder |
| Horní Police, Křižíkova 49 (Standort)                              | Wallfahrtsareal mit Kirche Mariä Heimsuchung | Das gesamte Kirchenareal: - Wallfahrtskirche Mariä Heimsuchung - Kreuzgang, Umfassungsmauer, Treppe, Tor, Säule mit Marienstatue - Denkmal von Hocke Wenzel - Pfarrhaus Nr. 49 (ohne Scheune) - Turm mit Tor                     | 14207/5-2975 Info Katalog | weitere Bilder |
| Horní Police, Křižíkova 54 (Standort)                              | Bauernhaus Nr. 54                            | Bauerngehöft | 16825/5-2982 Info Katalog | weitere Bilder |
| Horní Police, Křižíkova, am Haus Nr. 54 (Standort)                 | Statue des hl. Johannes von Nepomuk          | Statue des hl. Johannes von Nepomuk | 31717/5-2979 Info Katalog | weitere Bilder |
| Horní Police, 9. května 86 (Standort)                              | Bauernhaus Nr. 86                            | Bauerngehöft | 21064/5-2984 Info Katalog | weitere Bilder |
| Horní Police, 9. května 85 (Standort)                              | Bauernhaus Nr. 85                            | Bauerngehöft | 45386/5-2985 Info Katalog | weitere Bilder |
| Horní Police, 9. května 72 (Standort)                              | Bauernhaus Nr. 72                            | Bauerngehöft | 13908/5-2986 Info Katalog | weitere Bilder |
| Horní Police, 9. května če. 8 (ehem. Nr. 74) (Standort)            | Bauernhaus Nr. 8                             | Bauerngehöft | 35384/5-2981 Info Katalog | weitere Bilder |